# شایوایوانکا
شایوایوانکا (به مجاری:  Sajóivánka) یک منطقهٔ مسکونی در مجارستان است که در ناحیه کازینتس‌بارتسیکا واقع شده‌است.